# بيتر يورجنسن
بيتر يورجنسن (بالإنجليزية: Peter Jorgensen)‏ هو لاعب اتحاد الرغبي أسترالي، ولد في 30 أبريل 1973.